# 第2次防衛力整備計画
第2次防衛力整備計画（だいにじぼうえいりょくせいびけいかく, 英語: Second Defense Build-up Plan）は、日本国自衛隊の軍備計画。略称は「二次防」または「2次防」。
本計画は1960年（昭和35年）の60年安保闘争の影響で決定が2年見送られ1961年（昭和36年）度は単年度予算となっている。
内容としては、陸上自衛隊の大幅改編や航空自衛隊の態勢強化や後に国会で問題となる三矢研究が研究されるなど、対ソビエト連邦・中華人民共和国・朝鮮民主主義人民共和国向けの防衛戦略が整備され、日本の防衛政策の結節点となった。

## 方針
1962年（昭和37年）度から1966年（昭和41年）度までの5年間を対象に、通常兵器による局地戦以下の侵略に有効に対処することを目的とした。本計画は、以下の方針に基づき立案された。
1. 科学技術の進歩に即した精強な部隊建設
2. 主要装備の近代化および損耗分の計画の更新、機動力の増強、後方支援態勢の強化とくに基地等後方支援施設の整備、概ね1ヶ月分の弾薬の備蓄など
3. 誘導武器の進歩に即し、対空ミサイルの導入のほか、近代的装備の一部整備と部隊運用の研究
4. 情報機能の整備充実、技術研究開発の推進、災害救援、公共事業など民政協力および騒音対策の重視

の整備を目標とした。前回の第1次防衛力整備計画と比較して総花的な内容となっている。
ただし、安保闘争による混乱やアメリカ合衆国ジョン・F・ケネディ政権の対外軍事援助の削減により、陸上自衛隊の師団制の部隊定員の内容などが下方修正され、優先すべき整備目標を挙げられた。

## 概要
本計画は1961年（昭和36年）7月18日に第2次池田内閣閣議後の国防会議議員懇談会で決定された。本計画では所要経費は示されなかった。
当初予算総額は5年間で合計1兆5,472億円。一般会計予算の構成比では平均値8.34％。対GNP比は平均値0.948％。

### 整備目標
陸上自衛隊
- 1966年（昭和41年）度末までに定員180,000人、予備自衛官30,000人の整備。
- 管区隊制から師団制への移行。戦略単位部隊を10個から13個へ増大。
- 61式戦車・60式装甲車・64式対戦車誘導弾・64式7.62mm小銃など国産装備に更新。

海上自衛隊
- 1966年（昭和41年）度末までに艦艇約140,000トンの整備。
- 潜水艦部隊と陸上対潜哨戒機部隊の増強。
- P-2対潜哨戒機のライセンス生産。

航空自衛隊
- 1966年（昭和41年）度末までに地対空誘導弾部隊4個隊、航空機約1,000機の整備。
- ナイキ・エイジャックスシステムの陸上自衛隊からの移管と運用および拡充。
- 自動警戒管制組織の選定。

上記計画を実施のため、防衛庁の各年度毎の予算は、その時々の社会・経済の状況を考慮してこれを決定し、随時再検討し必要に応じて修正する。

### 部隊の新編・改編
陸上自衛隊
- 6個管区隊と4個混成団が師団に改編。特に第7混成団は機械化部隊として第7師団に改編される。
- 第11師団・第12師団・第13師団および施設団5個の新編。

海上自衛隊
- 陸上航空部隊の水上艦隊から分離・独立化を企図し航空集団の新編。
- 第1潜水隊群・第2潜水隊群の新編

航空自衛隊。
- 第6航空団・第7航空団・第8航空団の新編。
- 北部航空警戒管制団・中部航空警戒管制団・西部航空警戒管制団の新・改編。